# Rhabdopterus angustipennis
Rhabdopterus angustipennis är en skalbaggsart som beskrevs av Schultz 1977. Rhabdopterus angustipennis ingår i släktet Rhabdopterus och familjen bladbaggar. Inga underarter finns listade i Catalogue of Life.